# Саїдов Ібрагім Магомедсаїдович
Ібрагі́м Магомедсаї́дович Саї́дов (біл. Ібрагім Магамедсаідавіч Саідаў, рос. Ибрагим Магомедсаидович Саидов; нар. 9 березня 1985, селище Кокрек, Хасав'юртівський район, Дагестанська АРСР) — російський і білоруський борець вільного стилю, бронзовий призер Олімпійських ігор.

## Біографія
Народився 9 березня 1985 року в селищі Кокрек Хасав'юртівського району.
Закінчив юридичний факультет Дагестанського державного університету.
Боротьбою почав займатися з 1999 року в Хасав'юртівській спортшколі «Спартак». Його туди привів старший брат Арсен, який сам тренувався в цій школі. Перший тренер — Гаджі Рашидов. Потім жив у Махачкалі і тренувався в спорттоваристві «Динамо» під керівництвом заслуженого тренера Росії Іманмурзи Алієва. Був чемпіоном Росії 2010 року, срібний призер 2009 року, бронзовий — 2008 і 2012 років. Майстер спорту Росії з вільної боротьби. Входив до збірної Росії з вільної боротьби, але особливих успіхів на змаганнях найвищого рівня не досяг. У 2012 році був дискваліфікований на два роки за порушення антидопінгових правил.
З 2014 року захищає кольори білоруської збірної. Бронзова медаль літніх Олімпійських ігор 2016 року в Ріо-де-Жанейро стала першим серйозним досягненням Ібрагіма Саїдова на змаганнях найвищого рівня.
Срібний призер чемпіонату Білорусі 2015 року. Тренується у Жуматая Шубаєва в Гродненському обласному комплексному центрі з олімпійських видів спорту. Кандидат в майстри спорту Білорусі з вільної боротьби.

## Спортивні результати на міжнародних змаганнях

### Виступи на Олімпіадах
| Змагання                    | Збірна   | Вагова категорія           | Місце  |
| --------------------------- | -------- | -------------------------- | ------ |
| Літні Олімпійські ігри 2016 | Білорусь | вільна боротьба, до 125 кг | Бронза |

### Виступи на Європейських іграх
| Змагання              | Збірна   | Вагова категорія          | Місце |
| --------------------- | -------- | ------------------------- | ----- |
| Європейські ігри 2015 | Білорусь | вільна боротьба, до 97 кг | 7     |

### Виступи на Кубках світу
| Змагання                    | Збірна | Вагова категорія          | Місце |
| --------------------------- | ------ | ------------------------- | ----- |
| Кубок світу з боротьби 2009 | Росія  | вільна боротьба, до 96 кг | 9     |

### Виступи на інших змаганнях
| Змагання                                                      | Збірна   | Вагова категорія           | Місце  |
| ------------------------------------------------------------- | -------- | -------------------------- | ------ |
| Турнір Шаміля Умаханова 2008                                  | Росія    | вільна боротьба, до 96 кг  | Золото |
| Золотий Гран-прі з боротьби 2012 (Красноярськ)                | Росія    | вільна боротьба, до 96 кг  | Срібло |
| Інтерконтинентальний кубок з боротьби 2014                    | Білорусь | вільна боротьба, до 125 кг | 5      |
| Гран-прі «Іван Яригін» 2015                                   | Білорусь | вільна боротьба, до 97 кг  | Золото |
| Меморіал Вацлава Циолковського 2015                           | Білорусь | вільна боротьба, до 97 кг  | 13     |
| Інтерконтинентальний кубок з боротьби 2015                    | Білорусь | вільна боротьба, до 125 кг | Бронза |
| Кубок Алроси 2015                                             | Білорусь | вільна боротьба, до 125 кг | 4      |
| Золотий Гран-прі з боротьби 2015                              | Білорусь | вільна боротьба, до 125 кг | 5      |
| Олімпійський кваліфікаційний турнір з боротьби 2016 (Стамбул) | Білорусь | вільна боротьба, до 125 кг | Срібло |
| Меморіал Вацлава Циолковського 2017                           | Білорусь | вільна боротьба, до 125 кг | 8      |